# Erich Cohn
Erich Cohn est un joueur d'échecs et un médecin prussien né le 1er mars 1884 à Berlin et mort le 28 août 1918 en France sur le front de l'Ouest. 
Vainqueur de nombreux tournois à Berlin, son principal résultat fut sa huitième-neuvième place lors du très fort tournoi international de Saint-Pétersbourg en 1909, remporté par le champion du monde Emanuel Lasker et Akiba Rubinstein.

## Biographie
Issu d'une famille juive, Erich Cohn étudia la littérature et l'histoire de l'art, puis pendant plusieurs années la médecine. Fort joueur d'échecs dans sa jeunesse, il se consacra assidûment au jeu.
En 1918, il servait comme médecin de la Croix-Rouge allemande sur le Front de l'Ouest et mourut le 28 août, à la fin de la guerre. 
Il est enterré dans le Cimetière militaire allemand de Neuville-Saint-Vaast (Pas-de-Calais).

## Carrière aux échecs

### Tournois berlinois
Le premier succès de Erich Cohn eut lieu à Berlin en 1902. En 1903-1904, il fut onzième ex æquo avec Max Lange du championnat de Berlin remporté Horatio Caro devant Ossip Bernstein et Rudolf Spielmann.  Il remporta le tournoi d'été  de la fédération de Berlin de 1905, ex æquo avec Ehrhardt Post et le tournoi de l'hiver 1905-1906 devant Caro. En 1909, il remporta le tournoi quadrangulaire du café Kerkau de Berlin ex æquo avec Richard Teichmann devant Rudolf Spielmann et Curt von Bardeleben. En 1911, il fut deuxième de la fédération de Berlin et en 1914, il remporta à nouveau le tournoi à quatre du café Kerkau de Berlin, ex æquo avec Spielmann.

### Congrès allemands

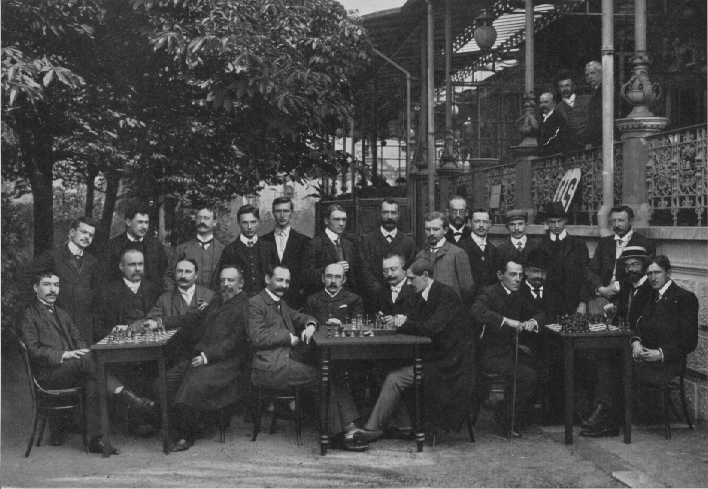
Tournoi d'échecs de Karlsbad de 1907 : (assis) Rubinstein, Marco, Fähndrich, Tschigorin, Schlechter, Hofter, Tietz, Maróczy, Janowski, Dr Neustadtl, Drobny, Marshall, (debout) Niemzowitsch, Wolf, Mieses, Cohn, Johner, Leonhardt, Salwe, Vidmar, Berger, Spielmann, Dus-Chotimirski, Tartakower, Dr Olland.

En 1902, Cohn participa au Hauptturnier (tournoi de sélection) du treizième congrès de la fédération allemande à Hanovre et finit avant-dernier. 
En 1904, lors du quatorzième congrès allemand de Cobourg, il termina dixième du Hauptturnier. 
Il participa au tournoi de maîtres (le Meisterturnier) du quinzième congrès allemand de Nuremberg 1906, battit les prétendants au championnat du monde Carl Schlechter, Mikhaïl Tchigorine et Siegbert Tarrasch, puis finit huitième avec la moitié des points (8 / 16). 
En 1912, il marqua 7 points sur 17 au congrès allemand de Breslau.

### Autres tournois internationaux
En 1905, Cohn participa au Haupturnier du tournoi de Barmen et finit cinquième avec une victoire sur Milan Vidmar. En 1906, il fut troisième du tournoi de Munich remporté par Aaron Nimzowitsch devant Rudolf Spielmann. En 1907, il finit douzième, ex æquo avec Spielmann, du tournoi d'Ostende (victoire de Rubinstein, Bernstein, Mieses et Nimzowitsch) et avant-dernier du tournoi de Carlsbad remporté par Rubinstein. En 1908, il fut avant-dernier du tournoi de Vienne (victoire de Duras, Maroczy et Schlechter). 
En février 1909, au tournoi de Saint-Pétersbourg, il marqua la moitié des points (9/18) et finit dixième ex æquo avec Schlechter. En 1911, il finit quatorzième du tournoi de Carlsbad remporté par Teichmann. En 1912, lors du tournoi thématique sur le gambit du roi à Abbazia, il finit troisième ex æquo avec Richard Réti, tournoi remporté par Spielmann devant Duras. La même année, il finit deuxième du tournoi de Stockholm remporté par Alexandre Alekhine.

### Matchs
Erich Cohn perdit un match contre Spielmann à Munich en 1906. Il battit également Carl Carls et fit match nul avec Ehrhardt Post la même année. En 1909, il perdit contre Edward Lasker à Berlin.